# ناتاليا ميدفيديفا (تنس)
ناتاليا ميدفيديفا (بالأوكرانية: Наталія Медведєвa)‏ مواليد 15 نوفمبر 1971 في كييف، الاتحاد السوفيتي، هي لاعبة كرة مضرب أوكرانية سابقة بدأت مسيرتها كمحترفة سنة 1987، اعتزلت اللعب في 1998. كما أنها إحدى بطلات الجراند سلام. أعلى تصنيف لها في الفردي كان المركز الـ 23 في سنة 1993. أعلى تصنيف لها في الزوجي كان المركز الـ 21 في سنة 1994.

## روابط خارجية
- ناتاليا ميدفيديفا على موقع رابطة محترفات التنس (الإنجليزية)
- ناتاليا ميدفيديفا على موقع الاتحاد الدولي لكرة المضرب (الإنجليزية)
- ناتاليا ميدفيديفا على موقع كأس بيلي جين كينغ (الإنجليزية)
- ناتاليا ميدفيديفا على موقع خلاصة التنس.كوم (الإنجليزية)
- ناتاليا ميدفيديفا على موقع أوليمبيديا (الإنجليزية)